# La mia vita segreta

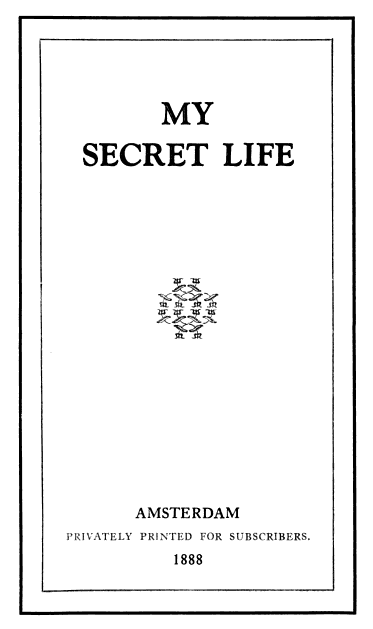
Il frontespizio di una parziale ristampa privata.

La mia vita segreta (Autobiografia erotica di un gentiluomo vittoriano) è un libro di letteratura erotica scritto da un anonimo denominatosi fittiziamente "Walter" prima del 1888; in italiano è stato pubblicato per la prima volta nel 1969 a Torino da Dellavalle. Fatto stampare privatamente in poche decine di copie, non è mai stata messa in vendita ed è rimasto per buona parte del XX secolo monopolio delle biblioteche private dei collezionisti di rarità del genere.
La narrazione si svolge lungo il binario della vita del protagonista che racconta in prima persona della propria esistenza interamente dedicata al piacere sessuale, parlandone spesso come di un mero "dovere", in cui viene detto tutto - lungo il corso del tempo - dalle esperienze più importanti fino a quelle apparentemente poco influenti.
Una specie di diario monumentale dedicato esclusivamente alla sessualità, con una sorta di maniacale devozione: l'erotismo, con tutte le immaginabili variazioni, viene qui sviscerato per le oltre quattromila pagine originale ed è considerato l'unico e solo obiettivo. Dalla lussuria del bordello, alla prostituzione di strada, dall'orgia al voyeurismo, dal feticismo all'omosessualità; il tutto "integrato" all'interno di una realtà borghese, quella dell'epoca vittoriana.

## Edizioni in italiano
- La mia vita segreta, Dellavalle, Torino 1969
- Anonimo, La mia vita segreta, introduzione di Steven Marcus; presentazione di Michel Foucault, Savelli, Roma 1979
- Anonimo, La mia vita segreta: autobiografia erotica d'un gentiluomo Vittoriano, Anthropos, Roma 1980
- Anonimo inglese, La mia vita segreta, Sonzogno, Milano 1986
- anonimo vittoriano, La mia vita segreta, traduzione di Giovanni Perodi; con uno scritto di Steven Marcus, ES, Milano 2002